# HTC Desire Z
HTC Desire Z är en smartphone tillverkad av HTC, som använder operativsystemet Android med version 2.3. Den presenterades på ett HTC-event 15 september 2010, samtidigt som HTC Desire HD presenterades. Telefonen påminner om HTC Desire och HTC Desire HD gällande specifikationer, den största skillnaden är att Desire Z har ett utfällbart QWERTY-tangentbord. Förutom dess reglagekonfiguration har Desire Z specifikationer som liknar HTC Desire och HTC Desire HD. Designen på HTC Desire Z har kapacitiva touchknappar snarare än de mekaniska som HTC Desire har.

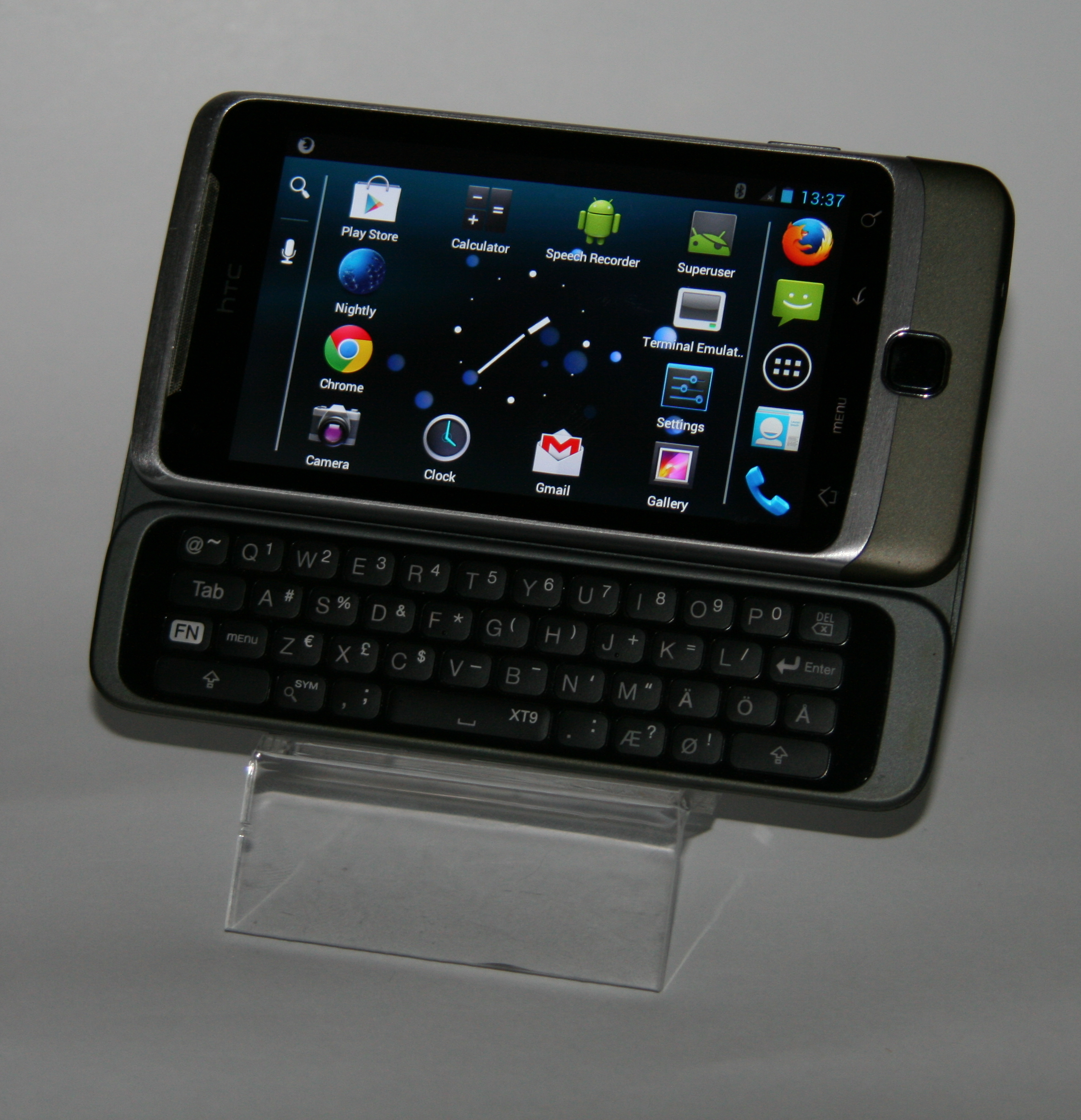
HTC Desire Z visad med öppet tangentbord

Enligt HTC:s vicepresident Björn Kilburn är telefonen det sista Googlegaranterade QWERTY-modellen som tillverkas av HTC.

## Specifikation
HTC Desire Z har en förbättrad version av HTC Sense och onlinetjänster på HTCSense.com. Den har en närhetssensor, en G-sensor och en sensor för omgivande ljus. Desire Z har HTC:s nya "Fast Boot"-funktion, som är en typ av viloläge istället för den traditionella fullströmsavstängningen, vilket låter den slås på på mindre än fem sekunder; en full boot kan åstadkommas genom att ta bort batteriet eller genom att starta om telefonen från strömmeny i Android, som nås genom ett långt tryck på strömbrytaren. Efter att ha skickats ursprungligen med Android 2.2.1 (Froyo), har nu OTA-uppdateringar pushats som uppgraderad fast programvara till Android 2.3.3 (Gingerbread) med HTC Sense 2.1. Inofficiella versioner utöver officiella 2.3.3 finns också tillgängliga, liksom en tidig port av Sailfish OS.
De skandinaviska länderna har en modifierad version av det fysiska tangentbordet, där de programmerbara tangenterna och den högra FN-tangenten har ersatts av fem knappar motsvarande olika tecken från skandinaviska alfabet. 

### Hårdvara
HTC Desire Z har ett aluminiumskal och QWERTY-tangentbord med tre programmerbara tangenter. Smarttelefonen har en 800 × 480 3,7-tums Super LCD kapacitiv pekskärm. HTC Desire Z har en 5-megapixelkamera med blixt på baksidan. Kameran kan spela in 720p-video.

### NAND-lås
Som hos vissa tidigare HTC-enheter har G2 ett NAND-lås som normalt förhindrar att operativsystemet skrivs över om det inte är auktoriserat av tillverkaren. Tredje parter har övervunnit detta lås och anpassade operativsystem som CyanogenMod är tillgängliga.